# Dhurakij-Pundit-Universität
Die Dhurakij-Pundit-Universität (thailändisch มหาวิทยาลัยธุรกิจบัณฑิตย์, RTGS Mahawitthayalai Thurakit Bandit [tʰúrákìt bandìt], englisch Dhurakij Pundit University – DPU; thurakit bedeutet im Thailändischen „Geschäft“, bandit „Akademiker“) ist eine private Universität in Thailand mit Sitz im Bezirk Laksi, Bangkok.

## Geschichte

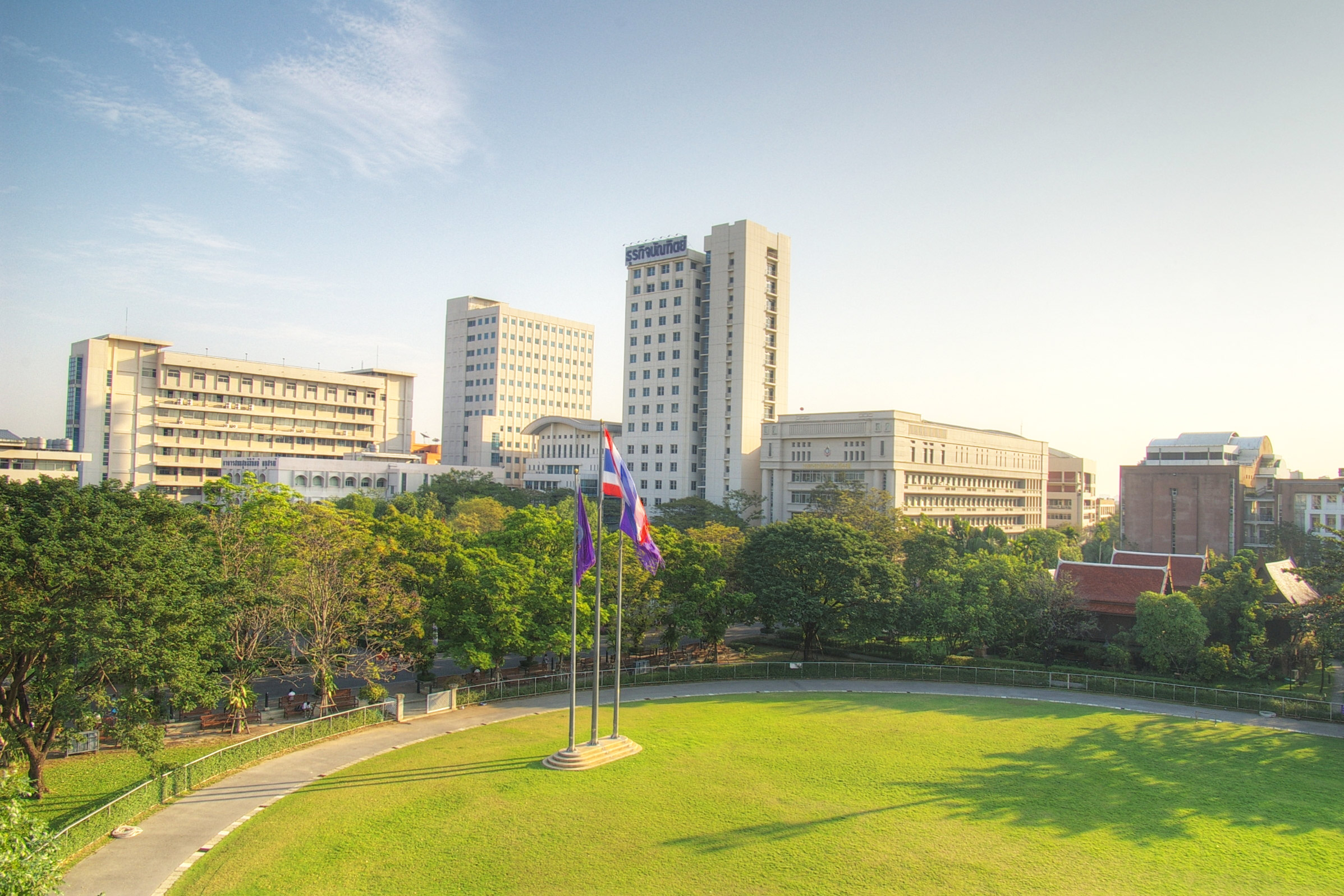
Blick über Sportplatz und Campus

Die Dhurakij-Pundit-Universität wurde 1968 als private Hochschule gegründet. Bereits kurz nach Beginn der Ausbildung am College nahmen sowohl die Zahl der Studenten als auch die der Studiengänge rasch zu. 1984 gehörte sie zu den vier ersten Privathochschulen in Thailand, die zu Universitäten heraufgestuft wurden. Erster Präsident der Universität war Dr. Sawai Suthipitak, der von 1984 bis zu seinem Tod 1994 an der Spitze der Universität stand.
Heute bildet sie mit etwa 20.000 Studenten eine der größeren privaten Universitäten des Landes.
Seit dem Jahr 2005 bietet die Universität im Rahmen ihres International College (DPUIC) auch internationale Studiengänge in englischer oder chinesischer Sprache an. Im Jahr 2010 wurde der chinesischsprachige Zweig in Zusammenarbeit mit der Universität für Wissenschaft und Technik Kunming (KUST) in das KUST-DPU Chinese International College ausgegliedert und ausgebaut. 2015 ging daraus das China-ASEAN International College (CAIC) und das ebenfalls vollständig chinesischsprachige International College of Social Sciences and Communication (ICSC) hervor.

## Fakultäten und Studiengänge
- Fakultät für Betriebswirtschaftslehre (Bachelor, Master, Doktor)
- Fakultät für Rechnungswesen (Bachelor, Master, Doktor)
- Fakultät für Wirtschaftswissenschaft (Bachelor, Master, Doktor)
- Fakultät für Verwaltungswissenschaft (Bachelor, Master, Doktor)
- Rechtswissenschaftliche Fakultät „Pridi Phanomyong“ (Bachelor, Master, Doktor)
- Fakultät für Geisteswissenschaften (Bachelor)
- Fakultät für Angewandte Wissenschaft (Bachelor, Master)
- Fakultät für Tourismus und Gastgewerbe (Bachelor, Master)
- Fakultät für Kommunikationswissenschaft (Bachelor, Master, Doktor)
- Fakultät für Ingenieurwissenschaften (Bachelor, Master, Doktor)
- Fakultät für Informatik (Bachelor, Master, Doktor)
- Fakultät für Bildende und Angewandte Künste (Bachelor)

- Pädagogische Hochschule (Graduate Diploma, Master, Doktor)
- Hochschule für Wasserwirtschaft (Bachelor)

- International College (Studiengänge in englischer Sprache)
  - Bachelor-Studiengänge: Englisch für die Geschäftskommunikation; Tourismusmanagement; Informationstechnologie; Internationale Betriebswirtschaft
  - Master-Studiengänge: Integrierte Marketingkommunikation; Englisch für den Beruf; Master of Business Administration
  - Doktoratsstudiengänge: Betriebswirtschaft; Wirtschaftsinformatik; Strategie und Informationsbeschaffung

- China-ASEAN International College (Studiengänge in chinesischer Sprache)
  - Bachelor-Studiengänge: Betriebswirtschaft; Tourismus- und Hotelmanagement; Kunst und Design
  - Master-Studiengänge: Betriebswirtschaft; Bildungsmanagement
  - Doktoratsstudiengänge: Betriebswirtschaft; Bildungsmanagement

- International College of Social Sciences and Communication (Studiengänge in chinesischer Sprache)
  - Bachelor-Studiengänge: Kommunikationswissenschaft; Medienwirtschaft; Darstellende Kunst; Film- und Fernsehproduktion
  - Master-Studiengänge: Kommunikationswissenschaft; Medienwirtschaft; Darstellende Kunst; Film- und Fernsehproduktion
  - Doktoratsstudiengänge: Betriebswirtschaft; Bildungsmanagement

## Kooperationen
Die Dhurakij-Pundit-Universität hat Beziehungen zu zahlreichen ausländischen Universitäten:
- Australien
- USA
- Volksrepublik China
- Japan
- Kanada
- Frankreich
- Schweden